# Lepidopyrga
Lepidopyrga là một chi bướm đêm thuộc họ Noctuidae.